# Clueless (serie de televisión)
Clueless es una sitcom  estadounidense basada en la película adolescente del mismo nombre, inspirada a su vez en la novela de Jane Austen Emma. La serie fue originalmente estrenada por la cadena ABC el 20 de septiembre de 1996. La serie pasó sus dos últimas temporadas en UPN, hasta su cancelación el 25 de mayo de 1999.

## Producción
Rachel Blanchard interpretó el papel de Cher que originalmente lo hizo Alicia Silverstone en la película; Stacey Dash (Dionne), Donald Faison (Murray), Elisa Donovan (Amber), Wallace Shawn (Mr. Hall), y Twink Caplan (Ms. Geist) retomaron sus papeles en la serie de televisión. Sean Holland, quien apareció como Lawrence en la película, interpretó en la serie al nuevo personaje de Sean Holiday. La serie fue emitida por la cadena ABC en los Estados Unidos desde 1996 a 1997 con un cambio de frecuencia a UPN de 1997 a 1999. En Hispanoamérica pudo verse a través de Sony Entertainment Television de 1997 a 2006, en Nickelodeon Latinoamérica de 1998 a 2004, en I.Sat de 2005 al 2010 dentro del ciclo Adult Swim, en Animax Latinoamérica en el 2010, y Sony Spin desde 2011 hasta 2014. El tema principal de la serie, "Ordinary Girl", fue escrito por Charlotte Caffey (del grupo Go-Go's) y por Anna Waronker, y fue interpretado por China Forbes.

## Elenco

### Principales
- Rachel Blanchard como Cher Horowitz.
- Stacey Dash como Dionne Davenport.
- Elisa Donovan como Amber Mariens.
- Donald Faison como Murray Duvall.
- Sean Holland como Sean Holiday.

### Secundarios
- David Lascher como Josh (Temporada 1).
- Wallace Shawn como Mr. Alphonse Hall (Temporada 1).
- Twink Caplan como Mrs. Geist-Hall (Temporada 1).
- Michael Lerner como Mel Horowitz #1 (Temporada 1).
- Doug Sheehan como Mel Horowitz #2 (Temporada 2-3).
- Danny Strong como Marshall Gasner.
- Julie Brown como Entrenadora Millie Deemer.

Al parecer, a Alicia Silverstone la invitaron para repetir su papel, pero ella lo rechazó con el fin de centrarse en su carrera cinematográfica. Aunque Silverstone entró después al mundo de las series con un papel estelar en la serie de NBC Miss Match.

## Producción

### Diferencias entre la película y la serie
Existen varios datos inconexos en personajes y tramas entre la película Clueless y la serie.
Mientras que se presume (o se explica) que en la película Dionne y Murray habían estado sexualmente activos, en la serie, Dionne volvió repentinamente a ser virgen. En el piloto, Cher también menciona que no sabía nada sobre la esposa del Sr. Hall, la Sra. Geist, mientras que en la versión original de la película, Cher fue quien los emparejó. Cher también fue considerablemente más egoísta y menos optimista en la película de lo que ella fue en la serie, donde ella fue retratada como el cuidado de la forma más natural y positiva. Cher, Dionne y Amber eran considerablemente menos de moda en la serie cuando se compara con la vestimenta que fue vista en la película, aunque esto podría ser el resultado de presupuesto considerablemente reducido por una serie en comparación con el presupuesto de una gran película. 
Con la excepción de Rachel Blanchard al asumir el papel de Cher que hizo Alicia Silverstone, otros dos papeles principales se rehicieron para la serie. Por ejemplo, cuando la serie Clueless empezó, el papel de padre de Cher, Mel, la parte Dan Hedaya se originó en la película, fue interpretado por Michael Lerner y nuevamente fue rehecho con Doug Sheehan por el comienzo de la segunda temporada al aire. En este momento, Mel había crecido significativamente más suave y humano que el personaje que había originado Hedaya. 
David Lascher asumió el papel de Josh que hizo Paul Rudd en la serie y la idea de tener el carácter de servir un interés romántico de Cher fue casi inexistente en la serie, si bien es un personaje importante en la película original. En el momento en que el programa se trasladó a UPN, Josh fue borrado totalmente de la serie. El Sr. Hall y la Sra. Geist sufrieron esta misma suerte y también desaparecieron de la serie en el momento en que cambiaron de canal. 
Julie Brown hizo el personaje de la entrenadora Millie Stoeger en la película, pero en la serie, el nombre del personaje fue cambiado a la entrenadora Millie Diemer. Además, Sean Holland, que solo tuvo un papel muy secundario en la película como amigo de Murray Lawrence, fue jugando un nuevo personaje llamado Sean Holiday en la serie, a pesar de que podría asumir el mismo carácter y Lawrence es su segundo nombre. Independientemente, el carácter de Holland tuvo exposición significativamente más en la serie (y fue considerado como una de sus estrellas) que el personaje de Tai Fraiser (que fue interpretado por Heather Gottlieb cuando Brittany Murphy optó por no para repetir el papel), solo apareció en tres episodios de la serie, a pesar de ser considerado como uno de los personajes principales de la película. El personaje homosexual de Christian, interpretado por Justin Walker, no fue incluido en la serie de televisión en absoluto. Amy Heckerling, que escribió y dirigió la película, también escribió y dirigió varios episodios de la primera temporada, pero no permaneció con la serie a tiempo completo. 
A pesar de que ellos no reinterpretaron sus papeles originales de Josh, Travis y Tai, los actores Breckin Meyer, Paul Rudd y Brittany Murphy hicieron apariciones en diversos episodios de la serie como nuevos personajes: Meyer interpretado a Harrison en el episodio "Malos Cortes", Rudd había interpretado el personaje de Sonny en el episodio "Me Gusta Sonny". Y Murphy interpretó el personaje de Jasmine en el episodio "Conduciendo a mi Locura". 
La banda Luscious Jackson, que interpretó la canción "Here" para la película Clueless y su banda sonora, asimismo fue invitado estrella de la serie en el episodio "La Atención de Cher" para interpretar la canción "Naked Eye."
Algunos de los primeros episodios de temporada de la serie eran difundidos en desorden. El primer episodio emitido fue "La Consejera Buzzline" el 20 de septiembre de 1996. El episodio piloto real, "Hacia y Contra Todos" salió al aire más tarde el 1 de noviembre de 1996.

### Cambio de canal
Después de que la serie fue cancelada por la ABC, las repeticiones de los episodios se transmitieron los viernes a las 7.30PM. Sin embargo, ya era demasiado tarde para la ABC volver a tener la serie, e impidió que UPN terminara la serie hasta que su contrato se agotara a finales de septiembre. Clueless terminó # 46 en la clasificación, con 13,3 millones de televidentes y con 19 puntos de audiencia. Solo Sabrina, la Bruja Adolescente (un show para que Elisa Donovan y David Lascher se convirtieran en estrellas) tenía índices de audiencia más altos para el viernes. Al parecer, la estrella de Sabrina, la Bruja Adolescente, Melissa Joan Hart, fue considerada para el personaje de Cher en la serie Clueless. 
La escritura y el estilo de la primera temporada en la cadena ABC se ha considerado más relajado y confiado, y de lento ritmo, mientras que la versión UPN de la serie tenía un ritmo más rápido e improvisado, y lleno de celebridades con estilos de referencia (algunos aficionados sentían incluso que los episodios de UPN tenían más en contacto con el estilo de la película). Adult Swim terminó el programa después de la tercera temporada (1998–1999) debido a que la audiencia era cada vez menor. En la última temporada, tenían aproximadamente el 30% de los espectadores que aún estaban viendo la serie, cuando comenzó en ABC en 1996.

## Episodios
| Temporada | Temporada              | Episodios | Fecha de emisión original | Fecha de emisión original | Fecha de emisión original | Fecha de emisión original |
| Temporada | Temporada              | Episodios | Estados Unidos            | Latinoamérica             | España                    |                           |
| --------- | ---------------------- | --------- | ------------------------- | ------------------------- | ------------------------- | ------------------------- |
|           | 1                      | 18        | 1996 – 1997               | 1997 – 1999               | 1998 – 1999               |                           |
|           | 2                      | 22        | 1997 - 1998               | 2000                      | 2000                      |                           |
|           | 3                      | 22        | 1998 - 1999               | 2001                      | 2002                      |                           |
|           | Películas y Especiales | 4         | 1997 – 1999               | 2000 – 2001               | 2001                      |                           |

### Índices de audiencia
| Temporada | Inicio                   | Final                 | Temporada televisiva | Ranking | Audiencia (en millions) |
| --------- | ------------------------ | --------------------- | -------------------- | ------- | ----------------------- |
| 1         | 20 de septiembre de 1996 | 14 de febrero de 1997 | 1996–1997            | #52     | 8.6                     |
| 2         | 23 de septiembre de 1997 | 19 de mayo de 1998    | 1997–1998            | #148    | 3.6                     |
| 3         | 6 de octubre de 1998     | 25 de mayo de 1999    | 1998–1999            | #141    | 2.8                     |

## Emisiones en otros países
México: Canal 5
 Honduras: Telesistema Hondureño
 Nicaragua: Nicavision
 Costa Rica: Repretel
 Panamá: Telemetro
 Argentina: El Trece (Argentina)
 Chile: Canal 13
 Perú: Frecuencia Latina
 Ecuador: Teleamazonas, Ecuavisa
 Colombia: Caracol Television
 Venezuela: Televen
 Bolivia: Red Uno
 Paraguay: Paravision / Sur Tv
 Uruguay: Saeta TV Canal 10
 España: La 1, La 2, Antena 3
 Latinoamérica: Nickelodeon Latinoamérica (1998-2004), Animax (2009-2011), Sony Spin (2011-2013)